# Браун, Хельге
Хельге Рейнхольд Браун (нем. Helge Reinhold Braun; род. 18 октября 1972[…], Гисен, Гессен) — немецкий медик и политик, руководитель канцелярии федерального канцлера и министр по особым поручениям (2018—2021).

## Биография
Вступил в ХДС в 17-летнем возрасте. Получил квалификацию анестезиолога в Гисенском университете.
В 2009 и 2013 году избирался в Бундестаг по одномандатному округу в городе Гисен.
Во втором кабинете Меркель занимал должность парламентского помощника министра образования и исследований, в 2013 году при формировании её третьего правительства получил должность младшего министра в аппарате канцлера и отвечал за отношения федерального правительства с земельными, а также за решение проблем миграционного кризиса.
14 марта 2018 года получил портфель министра по особым поручениям и главы канцелярии федерального канцлера при формировании четвёртого правительства Меркель.
8 декабря 2021 года приведено к присяге правительство Олафа Шольца, в котором Браун не получил никакого назначения, а его преемником стал Вольфганг Шмидт.